# Hyastenus spinosus
Hyastenus spinosus is een krabbensoort uit de familie van de Epialtidae. De wetenschappelijke naam van de soort werd in 1872 voor het eerst geldig gepubliceerd door Alphonse Milne-Edwards.